# Lignes routières Aléop dans la Sarthe
Liste des lignes d'autocars Aléop dans la Sarthe issues de l'ancien réseau des Transports interurbains de la Sarthe.

## Lignes départementales et régionales de la Sarthe
Le département de la Sarthe est desservi par 18 lignes, dont 1 régional. Les lignes de car adoptent la numérotation régionale le 8 juillet 2019 : les lignes sont renumérotées dans la série 200 (3 devient 203 ou 15 devient 215 par exemple) sauf pour la ligne 26. 
| Ligne | Parcours                                              |
| ----- | ----------------------------------------------------- |
| 26    | Le Mans <> La Flèche <> Saumur                        |
| 203   | Sablé-sur-Sarthe <> La Flèche                         |
| 204   | Alençon <> Fresnay-sur-Sarthe                         |
| 206   | Le Mans <> La Flèche                                  |
| 207   | Le Mans <> St-Denis-d'Orques                          |
| 208   | Le Mans <> Sablé-sur-Sarthe                           |
| 209   | Le Mans <> Rouez                                      |
| 210   | Le Mans <> Fresnay-sur-Sarthe                         |
| 211   | Le Mans <> Marolles-les-Braults                       |
| 212   | Le Mans <> Mamers                                     |
| 214   | Le Mans <> Montmirail                                 |
| 215   | Le Mans <> Bessé-sur-Braye                            |
| 216   | Le Mans <> Ruillé-sur-Loir                            |
| 217   | Le Mans <> Ecommoy                                    |
| 218   | Le Mans <> Le Lude                                    |
| 219   | Le Mans <> Tuffé                                      |
| 220   | La Flèche <> Le Lude (ligne estivale)                 |
| 221   | Bessé-sur-Braye <> La Ferté Bernard (Sur réservation) |

Il y a 2 lignes avec une ligne expresse, 212 du Mans à Mamers et 216 du Mans à Ruillé-sur-Loir. Il y a aussi une ligne sur réservation créée en 2022, c'est la ligne 221 de Bessé-sur-Braye à La-Ferté-Bernard. Une ligne estival existe aussi, c'est la ligne 220 qui vas de La Flèche au Lude. Une ligne régional traverse la Sarthe allant du Mans à Saumur en passant par La Flèche